# Fulvia (zoologia)
Fulvia J.E. Gray, 1853 è un genere di molluschi bivalvi della famiglia Cardiidae

## Tassonomia
Il genere comprende le seguenti specie:
- Fulvia aperta (Bruguière, 1789)
- Fulvia australis (G.B. Sowerby II, 1834)
- Fulvia boholensis Vidal, 1994
- Fulvia colorata Vidal & Kirkendale, 2007
- Fulvia dulcis (Deshayes, 1863)
- Fulvia fragiformis Vidal, 1994
- Fulvia fragilis (Forsskål in Niebuhr, 1775)
- Fulvia hungerfordi (G.B. Sowerby III, 1901)
- Fulvia laevigata (Linnaeus, 1758)
- Fulvia lineonotata Vidal, 1994
- Fulvia mutica (Reeve, 1844)
- Fulvia natalensis (Krauss, 1848)
- Fulvia nienkeae ter Poorten, 2012
- Fulvia scalata Vidal, 1994
- Fulvia subquadrata Vidal & Kirkendale, 2007
- Fulvia tenuicostata (Lamarck, 1819)
- Fulvia undatopicta (Pilsbry, 1904)
- Fulvia vepris Vidal & Kirkendale, 2007